# Calle Regina (Sevilla)
La calle Regina es una vía pública de la ciudad española de Sevilla.

## Descripción
La vía discurre desde la plaza de la Encarnación hasta la confluencia de la calle Madre María Purísima de la Cruz con San Juan de la Palma. Aunque se habría conocido en el pasado con el título de «calle de las Caballerizas del Duque de Béjar», con el actual recuerda el ya desaparecido convento de Regina Angelorum. Aparece descrita en la Noticia histórica del origen de los nombres de las calles de esta ciudad de Sevilla (1839) de Félix González de León con las siguientes palabras:

Calle de Regina. Callejuelas de Regina es como vulgar y comunmente se llama esta calle, pues aunque las nombran en prural, no es mas de una continuada. Es divisoria de los cuarteles C. y D. y pertenece á la parroquia de san Juan Bautista; en ella está la capilla de la virgen del Rosario propia de la real Maestranza de caballeria; aunque unida al inmediato templo del convento de Regina, que dá nombre á esta calle. Y pues no hay otro lugar en que resida, ni se reuna esta noble corporacion, daré aqui una reseña de ella. Antiquísimo es el origen de este cuerpo, si se atiende à que los caballeros conquistadores, pocos años despues de la conquista se reunian para adiestrarse en el arte de la equitacion, en la tela esterior y interior de la puerta de Córdoba; que el año de 1571, formaron la hermandad de san Hermenegildo, por la cual se obligaron al manejo del caballo, y á amaestrarse en la milicia de aquellos tiempos. A cuyo efecto, y para adiestrarse tambien en la lid de los toros, se construyó por estos tiempos el toril de Tablada. Tuvo esta hermandad de caballeria de la nobleza, sus vicisitudes como todas las cosas humanas, hasta que el año de 1725, se reorganizó y pareció en forma delante del rey don Felipe V. que la honró y privilegió, y el mismo rey, estando en esta ciudad en 1730 le aprobó las nuevas ordenanzas porque se rige, y le concedió el uniforme. La capilla la labraron y estrenaron el año de 1670 porque este año erigieron y tomaron por patrona á nuestra señora del Rosario y formaron hermandad para su culto. La calle es muy estrecha; à la entrada hay un arco que lo forma el paso á la tribuna que tiene en el templo, la vecina casa de los duques de Bejar. En ella se han establecido de pocos años há, muchas chalanerias de nuevo y viejo. La calle empieza en la plaza de la Encarnacion, tortuosa y con varias vueltas, sale á la plaza de san Juan de la Palma. Antiguamente se llamaba de las Caballerizas del duque de Bejar.
(González de León, 1839, pp. 413-414)